# Liste linkssozialistischer Organisationen in Westdeutschland
Die Liste linkssozialistischer Organisationen in Westdeutschland (1945–1989) umfasst dem Linkssozialismus zugeordnete Organisationen, Gruppierungen und Parteien in den Westdeutschen Ländern bis zur Wiedervereinigung. Linkssozialistische Formationen sind ihrer immanenten Logik entsprechend jenseits von sozialdemokratischen und kommunistischen Bewegungen angesiedelt, historisch sind sie aber meist zwischen den beiden Hauptströmungen oder an deren Rändern positioniert. Meist war der Linkssozialismus eine Abspaltung vom sozialdemokratischen Milieu, dissidenter Linkskommunismus ist jedoch deren spiegelbildliche Loslösung von der kommunistischen Weltbewegung. Daher wurden in die Liste auch Gruppierungen trotzkistischer und titoistischer Prägung aufgenommen.
| Gründungsjahr               | Name                                           | Hauptvertreter | Mitgliedszahlen                                                                                       | Presseorgane | Auflösungsjahr |
| --------------------------- | ---------------------------------------------- | --- | --- | --- | --- |
| 1945                        | Arbeiterpartei (AP)                            | Heinrich Galm | | | 1954 |
| 1933, um 1945 reorganisiert | Internationale Kommunisten Deutschlands (IKD)  | Georg Jungclas Oskar Hippe                                                                                            | | | 1951 in die Unabhängige Arbeiterpartei Deutschlands (UAPD) aufgegangen, nach deren Auflösung 1952 Entrismus der verbliebenen IKD-Mitglieder in die SPD |
| 1947                        | Gruppe Arbeiterpolitik (GAP)                   | Th. Bergmann H. Brandler                                                                                              | | Arbeiterpolitik (Arpo) | als Splittergruppe existent |
| um 1950                     | USPD Berlin                                    | W. Kischkat | | | nach 1954 |
| 1951                        | Unabhängige Arbeiterpartei Deutschlands (UAPD) | Josef Schappe Georg Fischer W. Leonhard                                                                               | ca. 400                                                                                               | Freie Tribüne | 1952 |
| 1960                        | Vereinigung unabhängiger Sozialisten (VUS)     | Viktor Agartz (bekanntestes Mitglied)                                                                                 | | sozialistische hefte | schleichende Auflösung seit 1961, letzter Kongress 1963, Einstellung der sozialistischen hefte 1969                                                    |
| 1961/62                     | Sozialistischer Bund (SB)                      | W. Abendroth Fritz Lamm                                                                                               | 260 (bei Umbenennung der Vorgängerorganisation Sozialistische Förderergesellschaft (SFG) in SB), 1962 | | 1969 |
| 1969                        | Gruppe Internationale Marxisten (GIM)          | Harald Wolf Winfried Wolf                                                                                             | 400 (1972)                                                                                            | was tun | 1986 |
| 1969                        | Sozialistisches Büro (SB)                      | Elmar Altvater Andreas Buro Frank Deppe Joachim Hirsch Arno Klönne Wolf-Dieter Narr Oskar Negt Roland Roth Klaus Vack | Kein eingetragener Verein, keine Mitgliedschaften                                                     | links (höchste Auflage 1974: 12.000), Express – Zeitung für sozialistische Betriebs- und Gewerkschaftsarbeit, Widersprüche. Zeitschrift für Politik im Bildungs-, Gesundheits- und Sozialbereich | seit Ende der 1990er-Jahre nicht mehr öffentlich wahrnehmbar                                                                                           |
| 1974                        | Spartacusbund (SpaBu)                          | | 300–400 (1974) 20-30 (1980)                                                                           | | etwa 1980 |
| 1980                        | Komitee für Grundrechte und Demokratie         | Andreas Buro Wolf-Dieter Narr Roland Roth Klaus Vack                                                                  | | Grundrechte-Report (jährlich, mit anderen Herausgeber-Organisationen), Informationen. Komitee für Grundrechte und Demokratie (vierteljährlich)                                                   | aktiv (Stand 2025) |
| 1982                        | Demokratische Sozialisten (DS)                 | M. Coppik Karl-H. Hansen Walter Barthel                                                                               | | nacheinander: Bonner Extra Dienst, Linker Extra Dienst, Linke Zeitung, Der Stachel | 1991 |
| 1986                        | Vereinigte Sozialistische Partei (VSP)         | Jakob Moneta Winfried Wolf                                                                                            | | SoZ – Sozialistische Zeitung | 2000 |
| 1988                        | Linkes Forum (Lifo) in den Grünen              | Renate Damus Jürgen Reents Ludger Volmer                                                                              | 350                                                                                                   | | schleichende Auflösung zwischen 1990 und 1993 |